# District de Huzhong
Le district de Huzhong (呼中区 ; pinyin : Hūzhōng Qū) est une subdivision administrative de la province du Heilongjiang en Chine. Elle est placée sous la juridiction de la préfecture de Daxing'anling.